# رهاب الضوء (إنسان)
رهاب الضوء (بالإنجليزية:  Photophobia)‏ هو عرض يتصف بعدم تقبل غير طبيعي للإدراك البصري للضوء.

## الأسباب
- الإضاءة الشديدة ممكن أن تؤدي إلى خدش القرنية وضررًا في العصب البصري أو الحدقة (إذا لم تتضيق بسبب خلل في العصب المحرك للعين)
- المهق
- التحفيز الشديد للمستقبلات في الشبكية
- الإشارات العصبية الشديدة في العصب البصري
- الاستجابة الشديدة في الجهاز العصبي المركزي

### أسباب متعلقة بالعين
- عمى الألوان
- غياب القزحية
- مضادات الكولين التي من الممكن أن تسبب عجز عضلة مصرة القزحية
- انعدام العدسة
- التهاب الجفن
- جسامة المقلة
- الساد
- ثلامة
- حثل المخروطية
- عيب خلقي في العين
- التهاب الملتحمة الفيروسي
- خدش القرنية
- حثل القرنية
- قرحة القرنية
- ضرر في ظهارة القرنية بسبب جسم غريب أو التهاب القرنية
- انتباذ العدسة
- التهاب باطن المقلة
- إصابة العين بسبب مرض أو جرح أو عدوى مثل البردة أو التهاب ظاهر الصلبة أو الزرق أو القرنية المخروطية أو نقص تنسج العصب البصري
- موه المقلة
- التهاب القزحية
- التهاب العصب البصري
- متلازمة تبعثر الصبغة
- توسع الحدقة
- انفصال الشبكية
- ندبة في القرنية أو الصلبة
- التهاب العنبية

### أسباب عصبية
- اضطرابات طيف التوحد
- تشوه آرنولد خياري
- عسر القراءة
- التهاب الدماغ ويشمل التهاب الدماغ والنخاع المؤلم للعضل الذي يعرف بمتلازمة التعب المزمن
- التهاب السحايا
- نزف تحت العنكبوتية
- ورم في حفرة القحف الخلفية

### أسباب أخرى
- التهاب الفقار المقسط
- المهق
- نقص فيتامين ب2
- البنزوديازيبينات
- العلاج الكيميائي
- شيكونغونيا
- الداء السيستيني
- أعراض انسحاب الدواء
- متلازمة إهلرز-دانلوس
- كثرة الوحيدات العدوائية
- النزلة الوافدة
- نقص المغنسيوم
- تسمم بالزئبق
- الصداع النصفي
- داء الكلب
- فرط تيروزين الدم
- لدغة الأفعى